# Pat Fallon
Patrick Edward "Pat" Fallon, född 19 december 1967 i Pittsfield i Massachusetts, är en amerikansk politiker (republikan). Han är ledamot av USA:s representanthus sedan 2021.
I kongressvalet 2020 besegrade Fallon demokraten Russell Foster med 75,1 procent av rösterna mot 22,6 procent för Foster, medan libertarianen Lou Antonelli fick 1,9 procent. Som tillskriven kandidat fick dessutom Tracy Jones 0,4 procent.